# Port lotniczy Niagań
Port lotniczy Niagań (IATA: NYA, ICAO: USHN) – port lotniczy położony 12 km na wschód od Niagania, w Chanty-Mansyjskim Okręgu Autonomicznym - Jugrze, w Rosji.

## Kierunki lotów i linie lotnicze
| Linia lotnicza | Kierunek                |
| -------------- | ----------------------- |
| UTair Aviation | 1. Biełojarsk 2. Tiumeń |
| Yamal Airlines | 1. Jekaterynburg        |